# Rue Méhul (Pantin)
Pour les articles homonymes, voir Rue Méhul.
La rue Méhul, est une importante voie de communication de la commune de Pantin.

## Situation et accès
Cette rue suit le tracé de la route départementale 35bis qui part de l'avenue de la Porte-Chaumont.
Commençant à la rue Gabriel-Péri, elle marque sur une courte distance la limite du Pré-Saint-Gervais, en longeant le cimetière. Passant le carrefour de la rue Jules-Auffret et de la rue Gambetta, elle croise ensuite la rue Meissonnier et la rue de Candale, pour se terminer au carrefour de la rue Charles-Auray et dans l'axe de la rue Lavoisier.

## Origine du nom

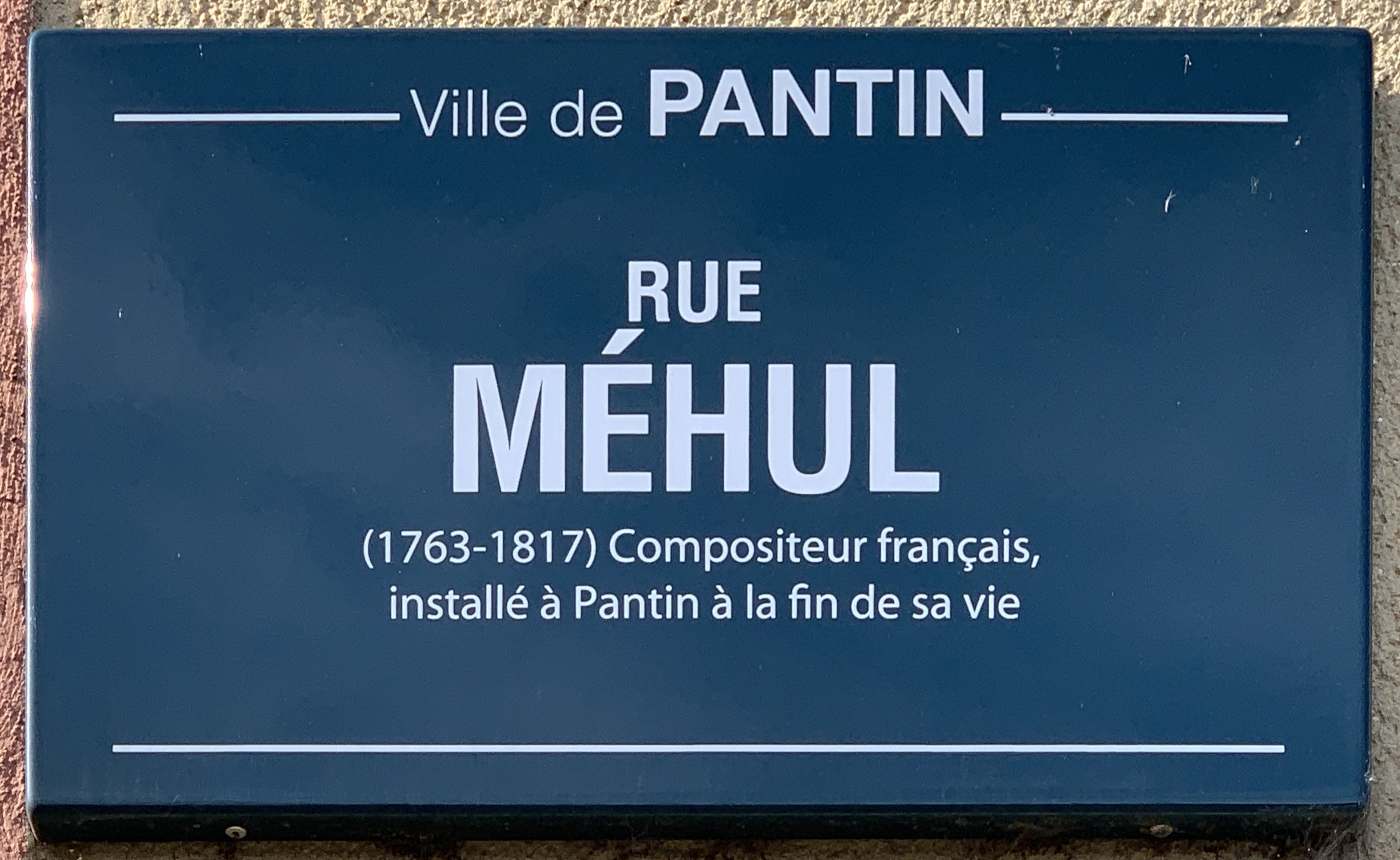
Plaque de la rue.

Cette rue a été nommée en hommage au compositeur Étienne Nicolas Méhul (1763-1817).

## Historique

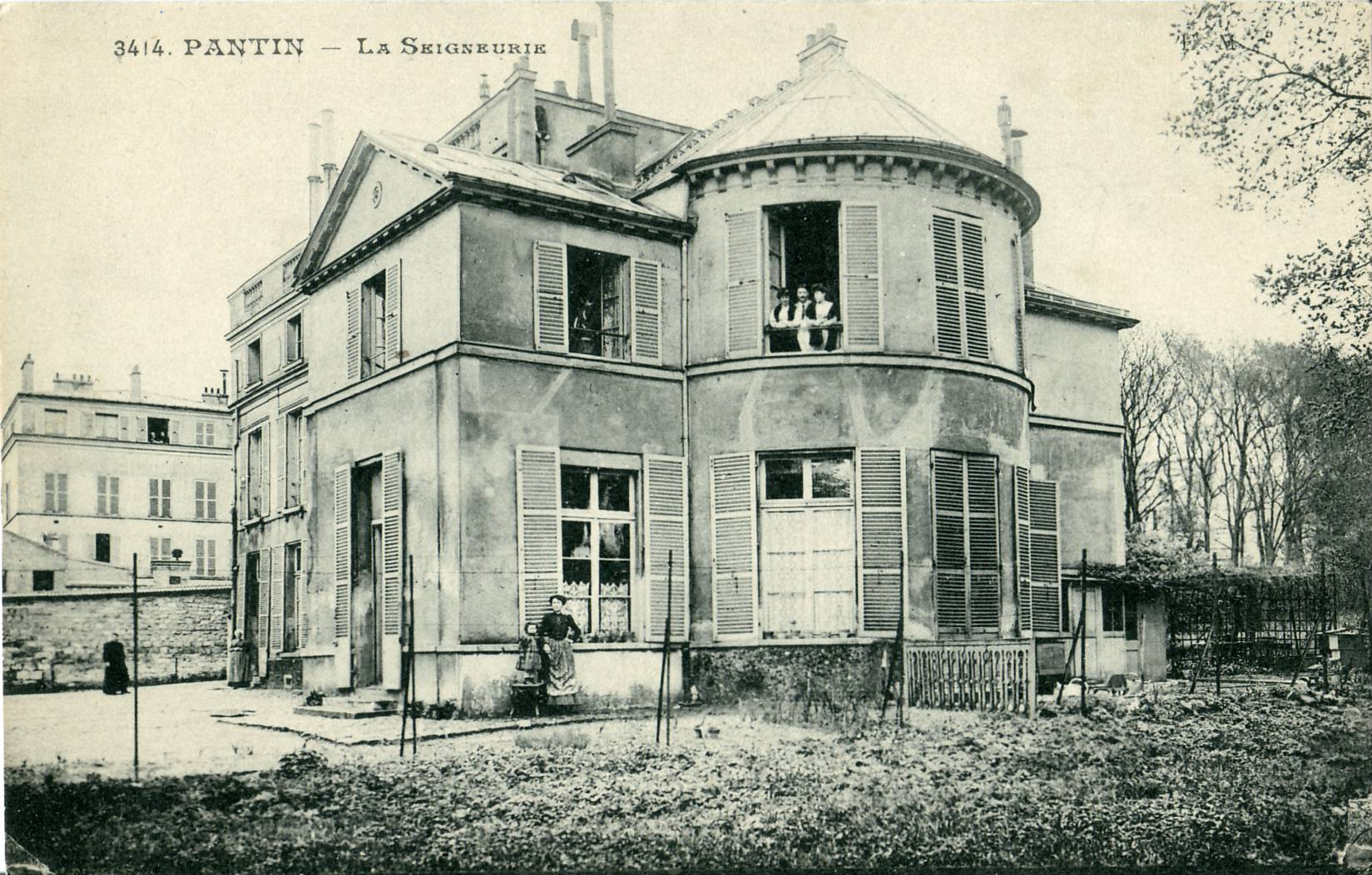
Pantin: La Seigneurie, vers 1900.

Cette rue, ainsi que le quartier avoisinant, est bâtie sur l'ancien domaine de la Seigneurie, acquis à la ville de Paris en 1928, devenu aujourd'hui le stade Charles-Auray.
À cet emplacement, le plan de Roussel figure en 1731, un château, le long de la rue Charles-Auray. Un colombier y était déjà mentionné en 1624. Il s'agit de l'ancienne résidence du comte de Sanois, dernier seigneur de Pantin. C'est aujourd'hui un EHPAD.

## Bâtiments remarquables et lieux de mémoire

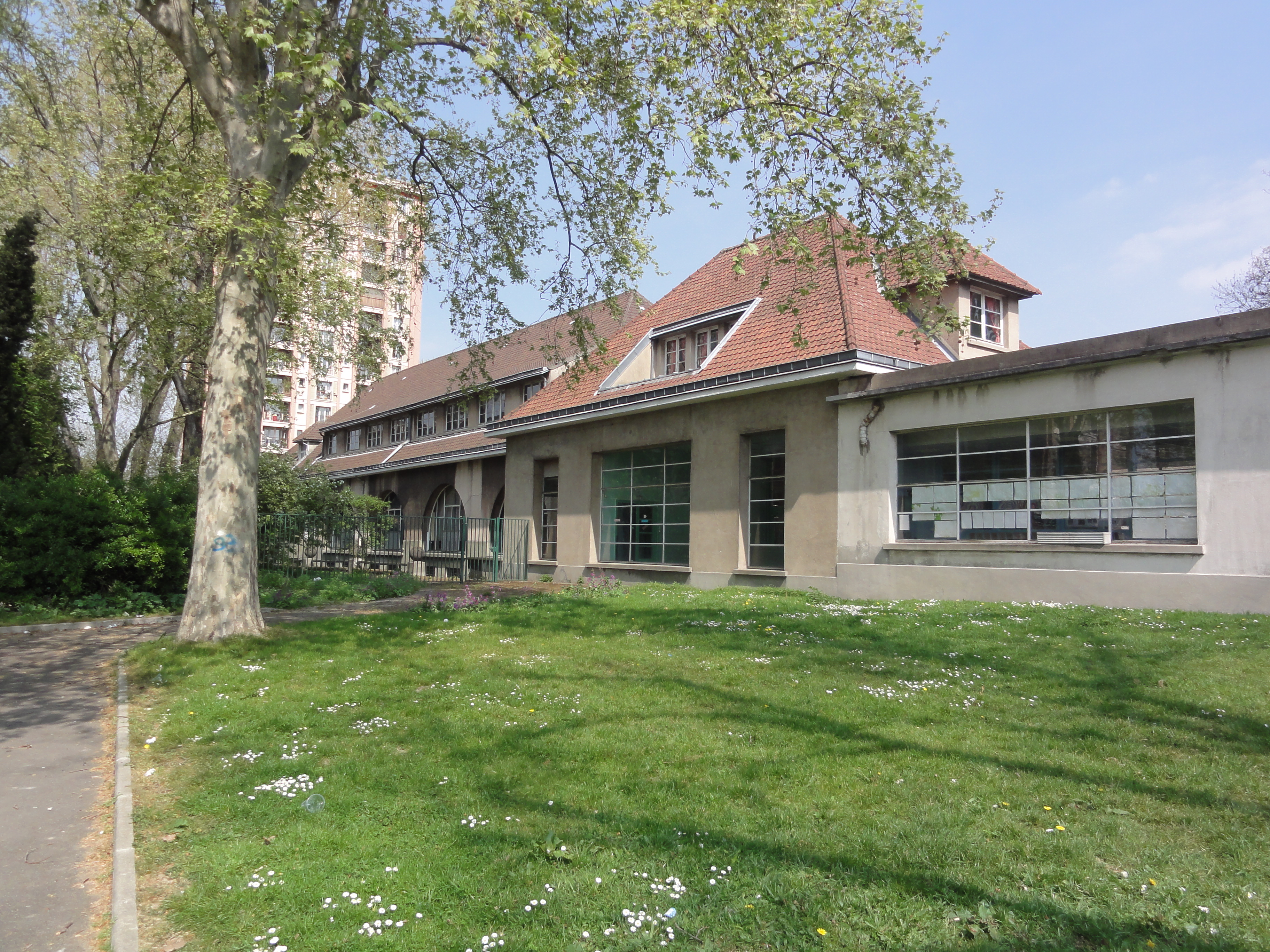
Pantin, groupe scolaire rue Méhul.

- Groupe scolaire de la rue Méhul, construite en 1932-1933 par l'architecte Florent Nanquette dans l'ancien parc de la Seigneurie[7].
- Tour du 28, rue Méhul[8], construite dans les années 1950[9] par les architectes Denis Honegger et André Remondet, faisant partie d'un programme de logements à loyers modérés[10].
- Cimetière communal du Pré-Saint-Gervais.